# Alexander Lucas
Pour les articles homonymes, voir Lucas.
Alexander Lucas (2 septembre 1852-8 juin 1942) est un homme politique canadien de l'Alberta et de la Colombie-Britannique. Il est le 7e maire de Calgary de 1892 à 1894.
Il est député provincial conservateur de la circonscription britanno-colombienne de Yale d'une élection partielle en 1910 à 1916

## Biographie
Né à Brook Township dans le Canada-Ouest, Lucas aménage à Calgary où il s'associe dans société foncière, d'assurance et de vente aux enchères et il publie le The Calgary Herald. Il entre au conseil municipal de Calgary en tant que conseiller en 1891 et ensuite comme maire élu en 1892. Il est réélu pour un second mandat en 1893. Durant son mandat de maire, il contribue à la fondation de la Chambre de commerce.
Lucas est reconnu comme un homme politique avec des vues anti-chinoises sur le sujet de l'immigration. Alors à la mairie, il forme une branche de la Ligue anti-chinoise avec les conseillers Wesley Fletcher Orr (en) et Issac Sanford Freeze. Une épidémie de variole conduit à une émeute en août 1892 pendant laquelle les manifestants se ruent sur les deux blanchisseries de la ville afin d'en chasser les résidents. Au moment des faits Lucas était absent de la ville pour la journée. 
Il se présente ensuite lors de l'élection territoriale ténoise de 1894 dans le district de West Calgary (en). Il termine seconde derrière Oswald Critchley (en).
S'installant dans la région de Kootenay en Colombie-Britannique en 1897. Il s'installe ensuite à Vancouver et entre à l'Assemblée législative de la Colombie-Britannique et sert deux mandats comme député conservateur dans le gouvernement du premier ministre Richard McBride.